# Max Weber (konstnär)
Max Weber, född 18 april 1881 i Białystok i dåvarande Ryssland, död 4 oktober 1961 i Great Neck i USA, var en amerikansk målare.

## Biografi
Weber studerade i Paris 1905-1908, en tid för Matisse. Han var en föregångare när det gällde att introducera avantgardistiska, europeiska konstströmningar i USA före första världskriget.
Från fauvism övergick han till kubism och började omkring 1911 att utveckla en stil som förenade element från kubism och expressionism. I målningen Den kinesiska restaurangen (1915) lyckas han skapa en fullständigt kubistisk komposition. Efter 1918 målade han i en föreställande, expressionistisk stil.